# Storia di un minuto
Storia Di Un Minuto fue el primer álbum de la banda italiana de rock progresivo Premiata Forneria Marconi.

## Lista de canciones
1. "Introduzione" - (Mussida) - (1.09)
2. "Impressioni di Settembre" - (Mussida/Mogol/Pagani) - (5.43)
3. "E' Festa" - (Mussida/Pagani) - (4.49)
4. "Dove... Quando... parte 1 - (Mussida/Pagani) - (4.06)
5. "Dove... Quando... parte 2 - (Mussida/Pagani) - (6.00)
6. "La Carrozza di Hans" - (Mussida/Pagani) - (6.45)
7. "Grazie Davvero" - (Mussida/Pagani) - (5.51)

- Tiempo Total: 34:34

## Músicos
Premiata Forneria Marconi
- Franz Di Cioccio: batería, sintetizador Moog, voces.
- Franco Mussida: Guitarra acústica, guitarra eléctrica, guitarra de doce cuerdas, mandolina, voces.
- Mauro Pagani: flauta, violín, voces.
- Giorgio Piazza: Bajo, voces.
- Flavio Premoli: Teclados, Melotrón, clave, piano, sintetizador Moog, voces.

- Datos: Q2254114